# Acanthagrion truncatum
Acanthagrion truncatum är en trollsländeart som först beskrevs av Selys 1876.  Acanthagrion truncatum ingår i släktet Acanthagrion och familjen dammflicksländor. IUCN kategoriserar arten globalt som livskraftig. Inga underarter finns listade i Catalogue of Life.